# ブナ沢乗越

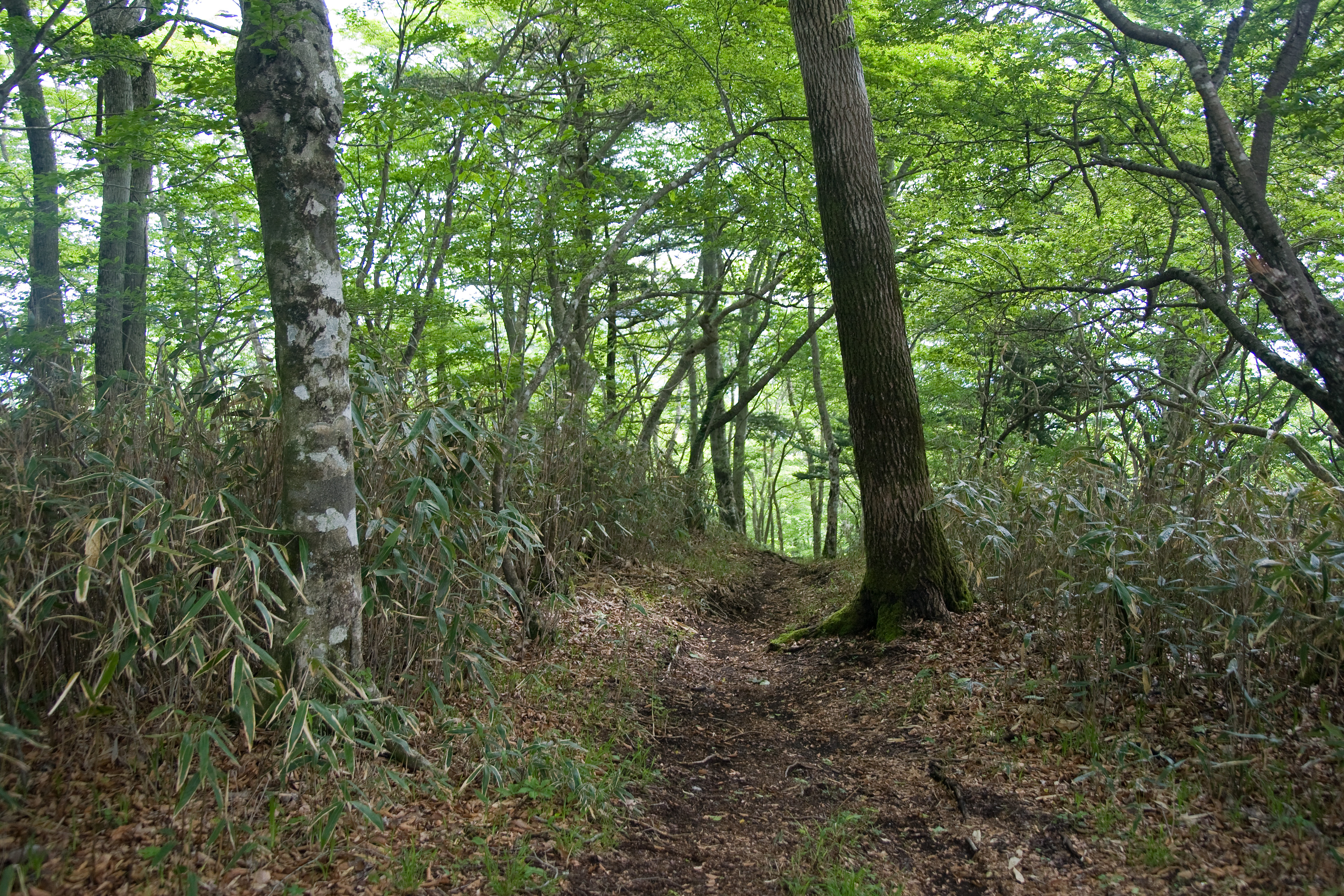
ブナ沢乗越 - 菰釣山間の登山道

ブナ沢乗越（ブナさわのっこし）は、丹沢山地西部、神奈川県足柄上郡山北町と山梨県南都留郡道志村の境に位置する標高1,180 mあまりの峠（鞍部）である。

## 概要
道志の森キャンプ場から菰釣山へ至る三ヶ瀬川西沢の登山道と甲相国境尾根が合流する地点にあり、峠より南側は県立丹沢大山自然公園に、北側は横浜市水道局の水源涵養林に指定されている。周辺はブナを中心とした自然林に覆われており、冬枯れの時期以外は展望はほとんどない。

## 峠の名称
峠手前の登山道では富士山の火山活動由来の黒色火山灰が露出している。山梨県側はこのような火山性の貧弱な土壌のため、神奈川県側のみずみずしい樹林に比べて細々とした樹林が多い。
江戸時代、丹沢山地一帯の樹林は幕府の御用林となり、庶民が無断で伐採することは禁止されていたが、良質な木材を求めて甲斐国側から国境（現在の山梨・神奈川県境）を越えて相模国側へ盗伐しに行く者もいた。このことに由来して、昭和初期の丹沢山地の地図ではこの峠に、盗賊ブッコシ（とうぞくブッコシ）や盗伐越場（とうばつこしっぱ）などの名称がつけられている。このコシッパ（越場）、ブッコシ（打越）は尾根の反対側へ行くための小さな鞍部（峠）を指す言葉である。この他に大又コシッパ（おおまたコシッパ）、盗伐乗越（とうばつのっこし）などの別名も複数存在するが、現在最新版の地図として一般に出回っている昭文社の登山地図ではブナ沢乗越の名が使用されている。この乗越（のっこし）とはコシッパやブッコシと同様に小さな鞍部を指す言葉であり、三ヶ瀬川西沢の支流のひとつであるブナ沢がこの峠に突き上げていることからブナ沢乗越と呼ばれている。なお、約500 m北東には同じく「ブナ沢の上流の山」という意味で名づけられたブナ沢ノ頭という山がある。

## 周辺の山
| 山容 | 名称       | 標高 (m) | ブナ沢乗越からの 方角と距離 (km) | 備考                 |
| ---- | ---------- | -------- | -------------------------------- | -------------------- |
|      | 三国山     | 1,340    | 南西 9.9                         |                      |
|      | 菰釣山     | 1,379    | 南西 0.9                         |                      |
|      | ブナ沢乗越 | 1,180    | 0                                |                      |
|      | ブナ沢ノ頭 | 1,229    | 北北東 0.5                       |                      |
|      | 中ノ丸     | 1,280    | 東北東 1.0                       |                      |
|      | 城ヶ尾山   | 1,199    | 東 2.1                           |                      |
|      | 城ヶ尾峠   | 1,163    | 東 2.3                           |                      |
|      | 大界木山   | 1,246    | 東北東 3.0                       |                      |
|      | 畦ヶ丸     | 1,293    | 東 4.4                           |                      |
|      | 加入道山   | 1,418    | 北東 7.1                         |                      |
|      | 大室山     | 1,588    | 北東 8.4                         | 甲相国境尾根最高地点 |

## 登山道
甲相国境尾根上にある小さな峠であり、この峠のみを目的として登山する者は稀である。西丹沢の名峰といわれる菰釣山などの周辺の山と合わせた登山ルートの通過点として踏まれることが多い。主な登山ルートとしては次のようなものがある。

### 菰釣山登山ルート
道志の森キャンプ場 - 三ヶ瀬川西沢 - ブナ沢乗越 - 菰釣山
道志の森キャンプ場から三ヶ瀬川西沢を登りつめ、ブナ沢乗越を経て菰釣山に登るルート。菰釣山単独の登山では最も多く使われるルートであるが、2012年11月現在、台風や大雨の影響で林道や登山道が崩壊している箇所がある。この往復ルートの他に、城ヶ尾山方面へ足を伸ばして城ヶ尾峠から三ヶ瀬川東沢へ下る登山道や、大界木山手前から浦安峠、鳥ノ胸山へ向かう登山道と合わせた周回ルートを採る登山者も多い。

### 甲相国境尾根縦走ルート
西丹沢自然教室 - 畦ヶ丸 - 大界木山 - ブナ沢乗越 - 菰釣山 - 大棚ノ頭 - 平野
山梨・神奈川県境に伸びる甲相国境尾根を縦走するルート。西丹沢自然教室から畦ヶ丸、大界木山、ブナ沢乗越、菰釣山、大棚ノ頭を経て山中湖東岸の平野地区へ至る。

## 周辺の山小屋

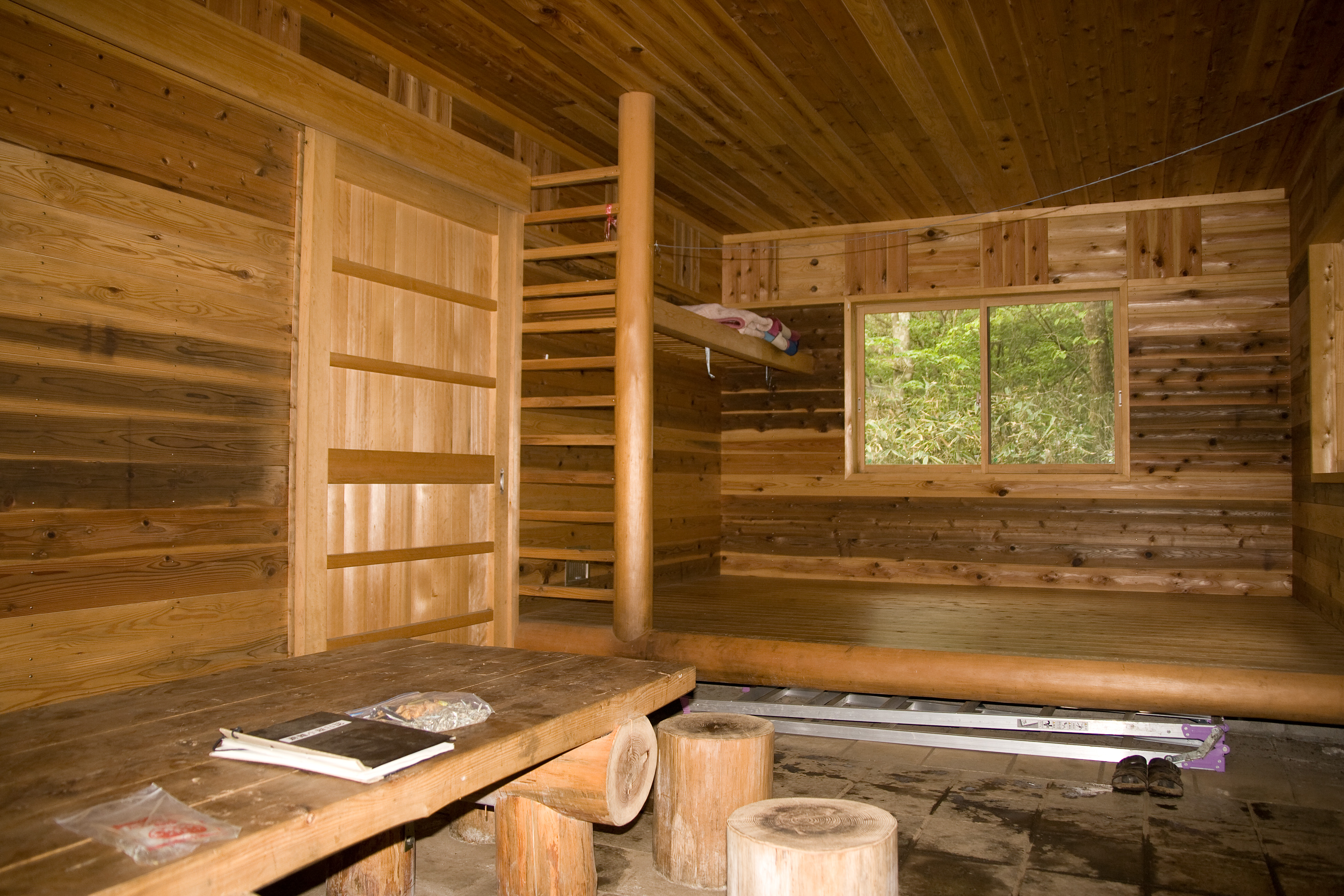
菰釣避難小屋の内観

最寄りの山小屋はブナ沢乗越の西側に位置する菰釣避難小屋である。檜洞丸の青ヶ岳山荘を除き、丹沢山地西部の山小屋は無人小屋であるため、宿泊の際は寝具や自炊具などの登山装備が必須となる。
| 画像 | 名称           | 位置             | ブナ沢乗越からの 直線距離 (km) | 備考                 |
| ---- | -------------- | ---------------- | ------------------------------ | -------------------- |
|      | 菰釣避難小屋   | ブナ沢乗越の西   | 0.2                            | 無人小屋・トイレなし |
|      | 畦ヶ丸避難小屋 | 畦ヶ丸山頂付近   | 4.2                            | 無人小屋・トイレあり |
|      | 加入道避難小屋 | 加入道山山頂付近 | 7.1                            | 無人小屋・トイレなし |